# Christopher A. Kelly

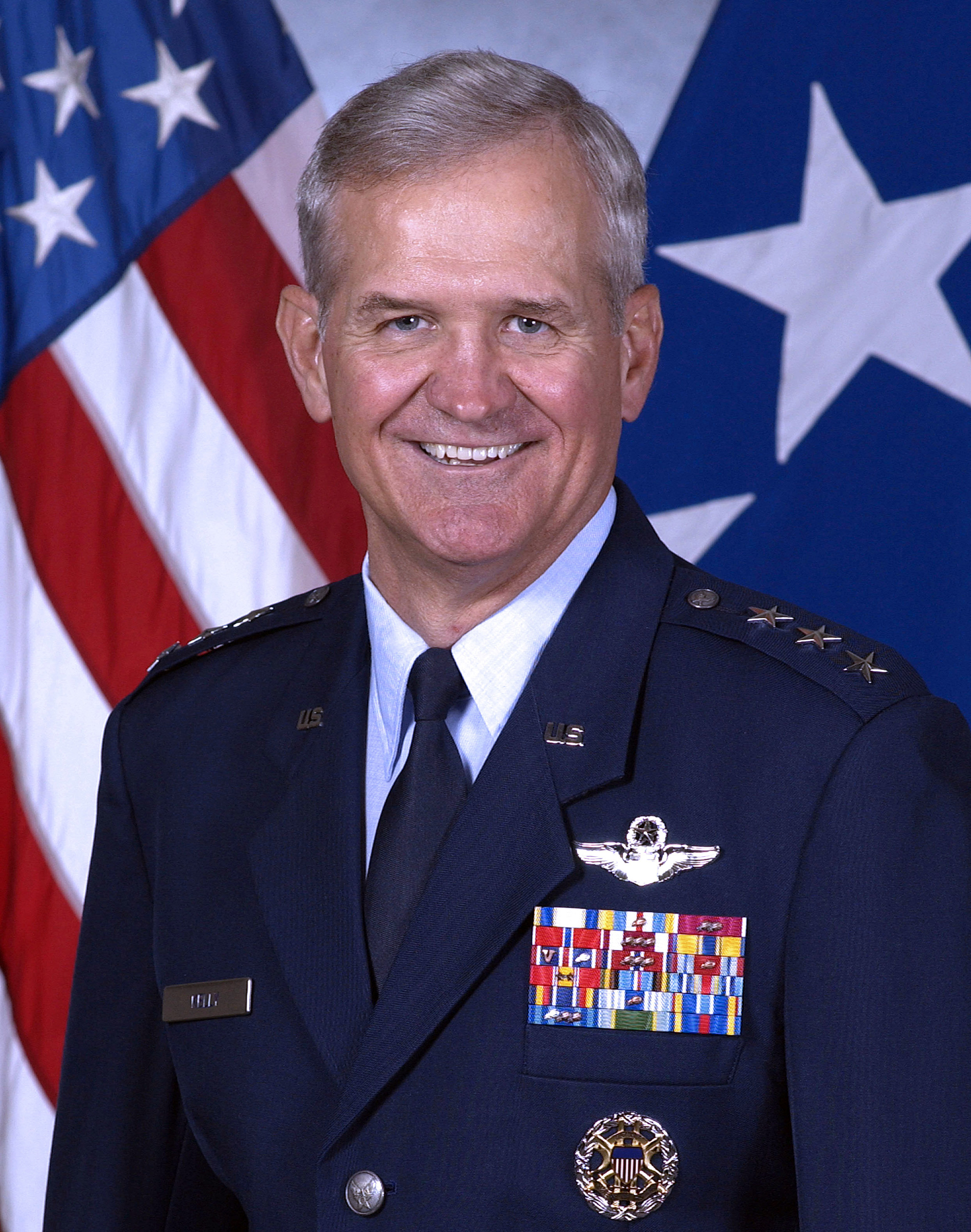
Christopher A. Kelly (2016)

Christopher A. Kelly (* um 1952) ist ein pensionierter Generalleutnant der United States Air Force. Er war unter anderem kommissarischer Kommandeur des Air Mobility Commands.
Im Jahr 1974 absolvierte er die United States Air Force Academy in Colorado Springs. Nach seiner Graduation wurde er als Leutnant in das Offizierskorps der Air Force aufgenommen. In der Folge durchlief er alle Offiziersgrade vom Leutnant bis zum Drei-Sterne-General.
Im Lauf seiner militärischen Karriere absolvierte er verschiedene Kurse und Schulungen. Dazu gehörten unter anderem eine Ausbildung zum Kampfpiloten und weitere Fortbildungskurse als Pilot neuer Flugzeugtypen; die Squadron Officer School auf der Maxwell Air Force Base in Alabama; das Air Command and Staff College, das sich ebenfalls auf der Maxwell AFB befindet, und das Industrial College of the Armed Forces in Fort Lesley J. McNair in Washington, D.C.  Außerdem erhielt er akademische Grade von der Webster University und der Johns Hopkins University.
In seinen frühen Jahren als Offizier der Luftwaffe war er an verschiedenen Stützpunkten in den Vereinigten Staaten stationiert. Dabei war er als Pilot, Flugausbilder, Staffelführer oder Stabsoffizier bei unterschiedlichen Einheiten tätig. Dazwischen absolvierte er die erwähnten Schulungen. Als Stabsoffizier war er unter anderem im Hauptquartier der Air Force tätig. Zwischen September 1986 und Juli 1990 war er auf der Yokota Air Base in Japan stationiert.
Vom Mai 1996 bis zum Juni 1997 war er auf der Royal Air Force Base Mildenhall in England stationiert, wo er als Oberst das 100. Betankungsgeschwader (100th Air Refueling Wing) kommandierte. Daran schloss sich eine Versetzung zur Altus Air Force Base in Oklahoma an. Dort kommandierte Christopher Kelly zwischen Juni 1997 und Februar 1999 das 97. Geschwader (97th Air Mobility Wing). In diese Zeit fiel am 1. August 1998 seine Beförderung zum Brigadegeneral, womit er die Generalsränge erreichte.
Im Februar 1999 wurde er zum Camp H. M. Smith in Hawaii versetzt. Dort war er bis Juli 2000 Stabsoffizier in der Abteilung für Planungen beim United States Pacific Command. Danach wurde er stellvertretender Kommandeur der 15. Luftflotte, die auf der Travis Air Force Base in Kalifornien ansässig war. Dieses Amt bekleidete er bis zum Juli 2002. Zwischen Dezember 2001 und März 2002 wa er allerdings in Kirgisistan stationiert, wo er das 376. Expeditionsgeschwader (376th AEW) kommandierte.
Im Juli 2002 übernahm Christopher Kelly das Kommando über das Air Mobility Warfare Center, das in Fort Dix in New Jersey ansässig war. Diese Aufgabe nahm er bis zum Mai 2005 wahr. Es folgte eine Versetzung auf die Scott Air Force Base in Illinois. Dort wurde Kelly stellvertretender Kommandeur des Air Mobility Commands. In dieser Eigenschaft war er zwischen dem 7. September und dem 14. Oktober 2005 kommissarischer Kommandeur dieses Kommandos. Dabei überbrückte er die Zeit zwischen dem Ende der Amtszeit von John W. Handy und dem Amtsantritt von dessen Nachfolger Duncan J. McNabb. Danach war er wieder stellvertretender Kommandeur des Air Mobility Commands. Im Jahr 2008 schied er aus dem aktiven Militärdienst aus. Während seiner aktiven Zeit als Militärpilot absolvierte er über 4100 Flugstunden auf verschiedenen Flugzeugtypen.

## Daten der Beförderungen
| Abzeichen | Rang               | Jahr           |
| --------- | ------------------ | -------------- |
|           | Second Lieutenant  | 5. Juni 1974   |
|           | First Lieutenant   | 5. Juni 1976   |
|           | Captain            | 5. Juni 1978   |
|           | Major              | 1. Mai 1985    |
|           | Lieutenant Colonel | 1. Juli 1988   |
|           | Colonel            | 1. Januar 1994 |
|           | Brigadier General  | 1. August 1998 |
|           | Major General      | 1. August 2002 |
|           | Lieutenant General | 1. Juli 2005   |

## Orden und Auszeichnungen
Christopher Kelly erhielt im Lauf seiner militärischen Laufbahn unter anderem folgende Auszeichnungen:
- Air Force Distinguished Service Medal
- Defense Superior Service Medal
- Legion of Merit
- Bronze Star Medal
- Air Force Commendation Medal
- Meritorious Service Medal